# Kontaktförbud
Kontaktförbud, i Sverige motsvarande det äldre begreppet besöksförbud, är ett myndighetsbeslut som innebär ett förbud för en person att besöka eller kontakta en eller flera andra personer. Syftet är att skydda brottsoffer mot våld, hot, trakasserier och stalkning (förföljelse vid upprepade tillfällen). 
Samtliga medlemsstater i EU har bestämmelser som innebär att ett brottsoffer eller en person som lever under hot att utsättas för brott av annan person, kan skyddas genom ett beslut som i en eller annan form ålägger den person som utgör en risk för den hotade personen vissa förhållningsregler, som syftar till att undanröja eller minska det hot denna person utgör.

## Sverige
I det svenska rättssystemet ersattes den tidigare termen besöksförbud med begreppet kontaktförbud från och med den 1 oktober 2011, i samband med att olaga förföljelse infördes som brottsrubricering för stalkning.
Åtgärden kontaktförbud regleras genom lagen (1988:688) om kontaktförbud.
Om det finns risk för att en person kommer att begå brott mot, trakassera eller följa efter någon annan, kan personen få kontaktförbud. Med kontaktförbud avses förbud att besöka eller på annat sätt ta kontakt med en annan person eller att följa efter denna person. Med kontakt avses allt från telefon- eller brevkontakt till vistelse i annans hem.

### Historia
9 september 2010 lade regeringen fram en remiss till lagrådet. I lagrådsremissen föreslogs ändringar i reglerna om besöksförbud. Förslagen var ett led i regeringens strävanden att förbättra situationen för de personer som på olika sätt riskerar att utsättas eller har utsatts för våld, hot eller trakasserier, ofta vid upprepade tillfällen, så kallad stalkning. Förslagen syftade till att stärka förbudets brottsförebyggande funktion och förbättra det skydd som förbudet avser att ge.
De omständigheter som åklagaren särskilt ska beakta vid riskbedömningen förtydligades. Proportionalitetsprincipens betydelse tydliggörs genom att det uttryckligen anges att varje beslut om kontaktförbud ska föregås av en proportionalitetsbedömning. Vidare beslutades att elektronisk övervakning ska få användas för att kontrollera efterlevnaden av ett särskilt utvidgat kontaktförbud. I lagrådsremissen föreslogs också att ett särskilt brott, olaga förföljelse skulle införas i brottsbalken.
Ändringarna trädde som föreslaget i kraft den 1 oktober 2011 tillsammans med den nya brottsrubriceringen olaga förföljelse.

### Regler
Kan syftet med ett kontaktförbud tillgodoses genom någon mindre ingripande åtgärd, får förbud inte meddelas. Ett kontaktförbud omfattar inte kontakter som med hänsyn till särskilda omständigheter är uppenbart befogade.
Kontaktförbud får också avse förbud att uppehålla sig i en bostad som brukas gemensamt med annan. När ett sådant förbud har meddelats får polis avlägsna den som förbudet avser från bostaden.
Genom ett utvidgat förbud kan personen förbjudas att uppehålla sig i närheten av en annan persons bostad eller arbetsplats eller annat ställe där den personen brukar vistas. Om personen har överträtt ett utvidgat kontaktförbud kan särskilt utvidgat förbud beslutas att omfatta ett eller flera större områden nära sådana platser där den andra personen har sin bostad eller arbetsplats eller annars brukar vistas.
Ett kontaktförbud får inte hindra befogade kontakter, som kan till exempel röra viktigare frågor om gemensamma barn.
Frågor om kontaktförbud prövas av allmän åklagare. Åklagarens beslut i fråga om kontaktförbud skall prövas av tingsrätten, om den som har ålagts kontaktförbud eller den som förbudet avses skydda, begär det. I fråga om kontaktförbud avseende gemensam bostad ska ett offentligt biträde förordnas. Ett sådant biträde har samma rättigheter som en offentlig försvarare.
Kontaktförbudet gäller under den tid som tingsrätten fastställer, dock i högst ett år.
Den mot vilken förbudet avses gälla och den som förbudet avses skydda har rätt att ta del av det som har tillförts ärendet. Rätten att ta del av uppgifter gäller med de begränsningar som följer av 10 kap. 3 § offentlighets- och sekretesslagen.
Det kan vid behov förlängas. Kontaktförbud avseende gemensam bostad får endast beslutas för högst tre månader i taget.
Den som bryter mot ett Kontaktförbud kan dömas för överträdelse av kontaktförbud till böter eller fängelse i högst ett år. Ringa fall är straffria.